# Khuất Thị Hào
Khuất Thị Hào (ur. 2004) – wietnamska zapaśniczka walcząca w stylu wolnym. Srebrna medalistka mistrzostw Azji Południowo-Wschodniej w 2022 roku.